# Pinguicula sehuensis
Pinguicula sehuensis Bacch., Cannas & Peruzzi, 2014 è una pianta carnivora appartenente alla famiglia Lentibulariaceae, endemica della Sardegna.